# Megacanthopus alfkeni
Megacanthopus alfkeni är en stekelart som beskrevs av Adolpho Ducke 1904. Megacanthopus alfkeni ingår i släktet Megacanthopus och familjen Eumenidae. Inga underarter finns listade i Catalogue of Life.